# Ralf-Ingo Pampel
Ralf-Ingo Pampel (* 19. Dezember 1967 in Leipzig; † 15. Mai 2020 ebenda) war ein deutscher Komponist, Pianist und Musikpädagoge.

## Leben
Pampel studierte an der Hochschule für Musik und Theater „Felix Mendelssohn Bartholdy“ Leipzig Klavier, Komposition und Improvisation bei Rudolf Fischer, Karl-Heinz Pick und Friedrich Schenker. Seit 1995 war er als Klavierlehrer an der Kunst- und Musikschule Ottmar Gerster tätig. Pampel führte zahlreiche Kompositions- und Aufführungsaufträge aus, u. a. für das Theater der Altmark Stendal und das Mittelsächsische Theater, sowie regelmäßig seit 1995 für den Leipziger Kunstverein "Pikanta e. V." Wiederholt hat Pampel seinen Freund Thomas Kunst bei dessen Lesungen musikalisch begleitet. Ralf-Ingo Pampel war mit der Leipziger Sängerin Tänzerin und Choreografin Antje Pampel verheiratet, mit der er bei öffentlichen Aufführungen häufig zusammenarbeitete.

## Kompositionen (Auswahl)
- Die Brille. Rock-Jazzical. Kunstplatte Stendal e.V. und Theater der Altmark Stendal, 2008
- Bau.haus.sonatine. 2009
- Fremd bin ich eingezogen. Die Winterreise. Theaterstück von Markus Gille mit Musik von Ralf-Ingo Pampel. Mittelsächsisches Theater Freiberg, 2016
- Ein Jahr vor dem Ende von Allem. Theaterstück von und mit Markus Gille. Musik Ralf-Ingo Pampel. Schloss Döben, 2020

## Veröffentlichungen
- Kunst.baut.haus / Projekt u. Ausstellung initiiert u. kuratiert von Pikanta e. V. Kunstverein Leipzig, CD Bau.haus.sonatine / von Ralf-Ingo Pampel und Antje Pampel. [Produktion: Christian Forberg. Sprecher: Regine Schneider, Christian Forberg], Leipzig 2009[3]
- Ralf-Ingo Pampel, Gedichte, verziert von Tim von Veh, Auflage 50 nummerierte Exemplare, Alinea Buchdruckerei, Leipzig 2019